# Hydraena dimorpha
Hydraena dimorpha är en skalbaggsart som beskrevs av Armand D'Orchymont 1922. Hydraena dimorpha ingår i släktet Hydraena och familjen vattenbrynsbaggar. Inga underarter finns listade i Catalogue of Life.